# Juan Bautista Esquivel
Juan Bautista Esquivel Lobo (San Ramón, 12 de agosto de 1980) es un exfutbolista costarricense. Jugaba como defensa y toda su trayectoria la hizo con el Deportivo Saprissa.

## Selección nacional
Participó en dos mundiales menores, jugó en el Mundial Sub-17 realizado en Egipto en 1997. También lo hizo en el Mundial Sub-20 realizado en Nigeria en 1999.
En lo que respecta a clubes, jugó el Mundial de Clubes de la FIFA 2005 con el Deportivo Saprissa obteniendo el tercer lugar por detrás del Liverpool FC de Inglaterra y el São Paulo Futebol Clube de Brasil.

## Retiro del fútbol
A inicios de 2006 el futbolista fue diagnosticado por el cuerpo médico del Deportivo Saprissa con un mal congénito cardiaco que lo obligó a retirarse del fútbol. En si la enfermedad fue una cardiopatía hipertrófica asimétrica no obstructiva, que significa un corazón rígido que ha crecido y que tiene la posibilidad de no hacer una buena irrigación de sangre.
Esta enfermedad no tiene cura y si no hubiera sido detectada a tiempo podría haberle causado la muerte al jugador, misma situación con la muerte súbita en un terreno de juego del camerunés Marc-Vivien Foé en el 2003.

## Clubes
| Club               | País       | Año         |
| ------------------ | ---------- | ----------- |
| Deportivo Saprissa | Costa Rica | 1998 - 2006 |

## Títulos
| Título                     | Club               | Año         |
| -------------------------- | ------------------ | ----------- |
| Primera División           | Deportivo Saprissa | 1998 - 1999 |
| Primera División           | Deportivo Saprissa | 2003 - 2004 |
| Primera División           | Deportivo Saprissa | 2005 - 2006 |
| CONCACAF Liga de Campeones | Deportivo Saprissa | 2005        |

http://www.tse.go.cr/consulta_persona/resultado_persona.aspx (enlace roto disponible en Internet Archive; véase el historial, la primera versión y la última).
- Datos: Q6298983